# Fuchsia decidua
Fuchsia decidua là một loài thực vật có hoa trong họ Anh thảo chiều. Loài này được Standl. mô tả khoa học đầu tiên năm 1929.